# La provinciana
La provinciana (en italià original La provinciale) és una pel·lícula melodramàtica italiana de 1953 dirigida per Mario Soldati amb un guió basat en la narració L'imbroglio escrita per Alberto Moravia el 1937. Va participar en la selecció oficial al 6è Festival Internacional de Cinema de Canes. El 2008 la pel·lícula fou seleccionada per ser inclosa a la llista de 100 pel·lícules italianes per ser salvades. Fou rodada a la ciutat de Lucca.
Ha estat doblada al català i emesa per TV3 per primer cop el 8 d'agost de 1989.

## Sinopsi
Després de ferir una amiga que li feia xantatge, una comtessa que la va forçar a prostituir-se, Gemma li explica la seva vida i les seves decepcions al seu marit, un home que no estima i amb qui es va casar perquè no podia casar-se amb l'home que estimava, perquè és mig germà seu.

## Repartiment
- Gina Lollobrigida - Gemma Vagnuzzi
- Gabriele Ferzetti - el professor Franco Vagnuzzi
- Franco Interlenghi - Paolo Sartori
- Nanda Primavera - La senyora Foresi, mare de Gemma
- Marilyn Buferd - Anna Sartori
- Barbara Berg - Vannina
- Alda Mangini - Elvira Coceanu
- Renato Baldini - Luciano Vittoni, L'amant de Gemma
- Capt. Vernon Jarratt
- Gianni Luda
- Anna-Maria Sandri
- Milko Skofic
- Alfredo Carpegna - Il conte Sartori
- Rina Franchetti (no acreditat)